# Jonathan Kuminga

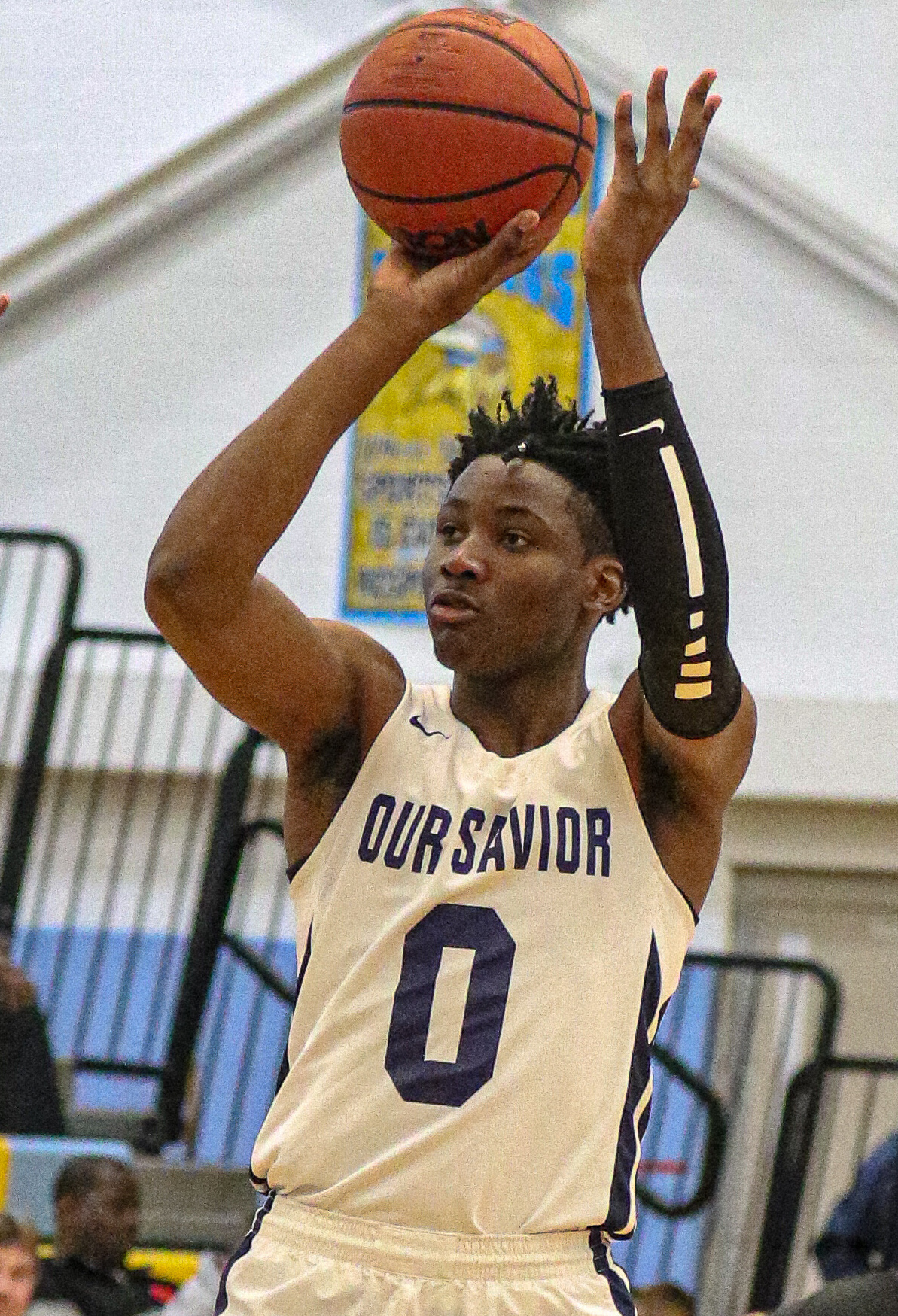
Jonathan Kuminga, 2018.

Jonathan Malangu Kuminga, född 6 oktober 2002 i Goma, är en kinshasa-kongolesisk professionell basketspelare (PF/SF) som spelar för Golden State Warriors i National Basketball Association (NBA).
Han var med och vinna NBA-mästerskapet, tillsammans med Golden State Warriors, för säsongen 2021–2022.
Kuminga draftades av Golden State Warriors i första rundan i 2021 års draft som sjunde spelare totalt.